# Hoelmans
De hoelmans of grijze langoeren (Semnopithecus) vormen een geslacht van apen, behorende tot de onderfamilie der slankapen (Colobinae). De hoelmans komen enkel voor op het Indische subcontinent. De hoelman wordt als een heilig dier beschouwd door de Hindoes.

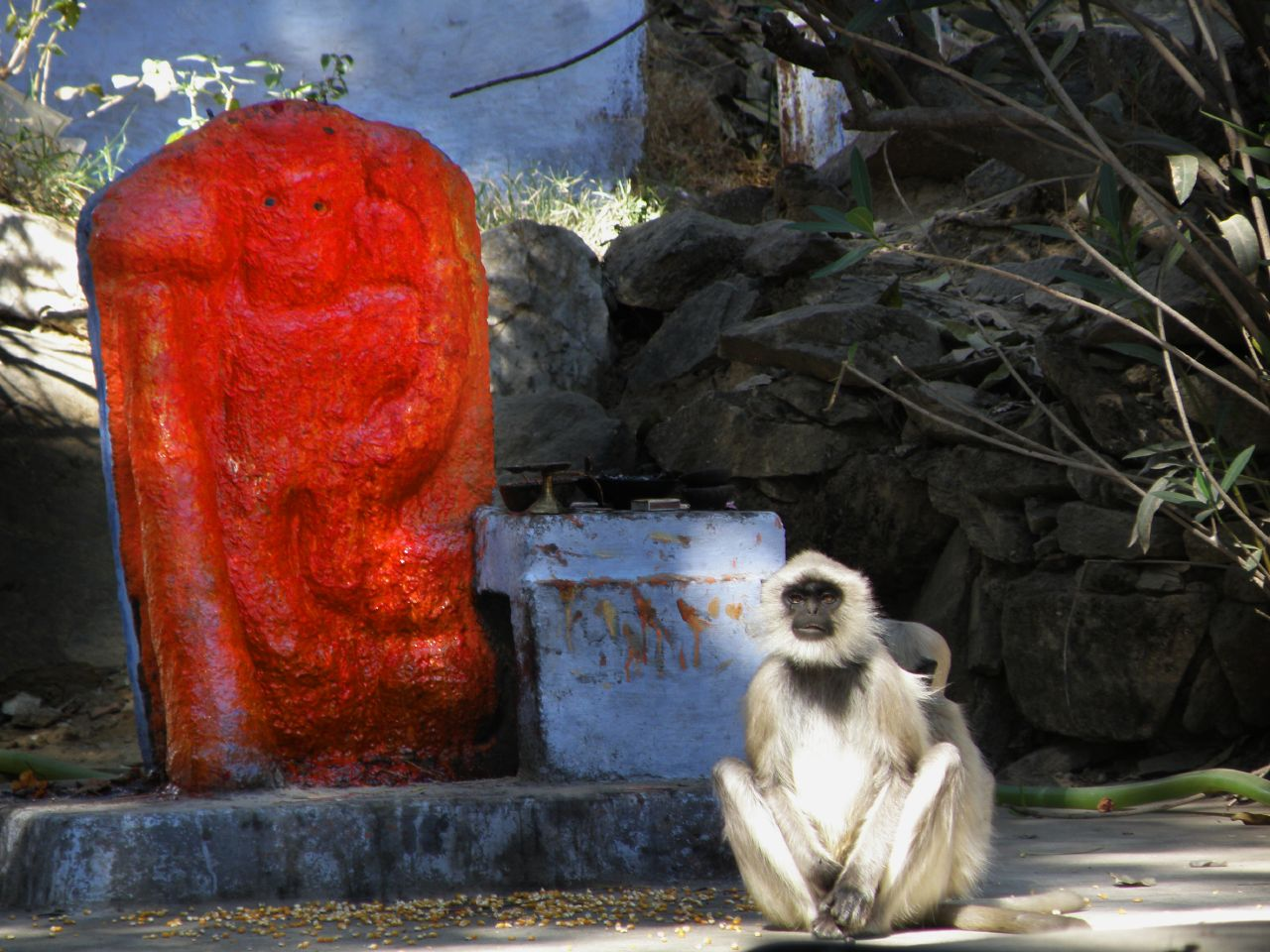
Beeld van apengod Hanuman met hoelman

## Kenmerken
Hoelmans hebben een grijze, zwarte of gelige vacht. De onderzijde en de kruin is meer wit of gelig van kleur, en het gezicht is zwart. Jonge hoelmans hebben een zwartbruine vacht. Ze worden 41 tot 78 centimeter lang en 5,4 tot 23,6 kilogram zwaar. De staart wordt vrij lang, 69 tot 108 centimeter lang.

## Leefwijze
Hoelmans zijn voornamelijk in de ochtend en avond actief, en ze rusten op het heetst van de dag. Ze eten plantaardig materiaal als bladeren, aangevuld met vruchten, bloemen en gewassen. Hoelmans besteden een belangrijk gedeelte van de tijd op de grond door, maar kunnen zich ook gemakkelijk door de bomen bewegen.
Hoelmans leven in grote gemengde groepen van vijf tot wel honderdvijfentwintig dieren, maar 13 tot 37 is de norm. In gebieden waar het gehele jaar door voedsel te vinden is, zijn vaak meerdere mannetjes te vinden binnen grote groepen. In gebieden waar dit niet het geval is, leven de hoelmans in troepen met maar één volwassen mannetje en meerdere vrouwtjes. Volwassen mannetjes zonder groep leven samen met onvolwassen mannetjes en enkele jonge dieren in vrijgezellengroepen. Onder de mannetjes heerst een hiërarchie, waarbij het dominante mannetje meerdere jaren de macht kan hebben. 

## Verspreiding
De hoelmans komen voor in Zuid-Tibet, Nepal, Sikkim, Noord-Pakistan, Kasjmir, India, Bangladesh en Sri Lanka. Ze komen voor in uiteenlopende habitats, van de rand van woestijnen tot tropische regenwouden, van zeeniveau tot op 4000 meter hoogte. 

## Classificatie
Er worden 8 soorten in dit geslacht geplaatst:
- Geslacht: Semnopithecus (Hoelmans of grijze langoeren)
  - Soort: Semnopithecus ajax – Kasjmirhoelman
  - Soort: Semnopithecus entellus – Voor-Indische hoelman
  - Soort: Semnopithecus hector
  - Soort: Semnopithecus hypoleucos – Zwartvoethoelman
  - Soort: Semnopithecus johnii – Nilgirilangoer
  - Soort: Semnopithecus priam – Ceylonhoelman
  - Soort: Semnopithecus schistaceus – Berghoelman
  -  Soort: Semnopithecus vetulus – Witbaardlangoer